# 11-та група армій (Велика Британія)
11-та група армій (англ. 11th Army Group) — оперативно-стратегічне об'єднання британської армії за часів Другої світової війни, що діяла у Південно-Східній Азії на Тихоокеанському театрі війни. Хоча номінально об'єднання вважалося формуванням британських збройних сил, до його складу входила певна кількість військ та формувань Британської індійської армії та британських африканських колоній, а також націоналістичних підрозділів Китаю та збройних сил США.

## Історія формування
11-та група армій була активована в листопаді 1943 року, як головний штаб сухопутних військ для щойно сформованого Командування союзників у Південно-Східній Азії (SEAC), під командуванням адмірала лорда Маунтбеттена. Командувачем 11-ю групою армій став британський генерал Джордж Гіффард, який раніше очолював Західноафриканське командування і був командувачем Східної армією (частина Індійської армії). Штаб-квартира спочатку розташовувалася в Нью-Делі, а потім переїхала в Канді, Цейлон. Основним завданням групи армій було проведення військових операцій проти японських військ, в той час як Індійський штаб ніс відповідальність за тилові райони і навчання Британської індійської армії, хоча обов'язки штабу і часто перетиналися й спричиняли конфліктні ситуації в плануванні операцій.
Основними формуваннями 11-ї групи армій були 14-та армія (під командуванням генерала Вільяма Сліма) і Цейлонська армія. Індійський XXXIII корпус, що проходив тренування з висадки морських десантів на полігонах у Південній Індії, також входив до складу 11-ї групи армій.
12 листопада 1944 року 11-та група армій була перейменована на Сухопутні війська Об'єднаних сил Південно-Східної Азії (Allied Land Forces South East Asia, ALFSEA). Генерал сер Олівер Ліз змінив генерала Гіффарда на посаді воєначальника об'єднання.